# Liste des genres d'insectivores
- - Amblysomus
  - Anourosorex
  - Atelerix
  - Blarina
  - Blarinella
  - Calcochloris
  - Chimarrogale
  - Chlorotalpa
  - Chrysochloris
  - Chrysospalax
  - Condylura
  - Congosorex
  - Crocidura
  - Cryptochloris
  - Cryptotis
  - Desmana
  - Diplomesodon
  - Echinops
  - Echinosorex
  - Eremitalpa
  - Erinaceus
  - Euroscaptor
  - Feroculus
  - Galemys
  - Geogale
  - Hemicentetes
  - Hemiechinus
  - Hylomys
  - Limnogale
  - Megasorex
  - Mesechinus
  - Microgale
  - Micropotamogale
  - Mogera
  - Myosorex
  - Nectogale
  - Neomys
  - Nesophontes
  - Nesoscaptor
  - Neurotrichus
  - Notiosorex
  - Oryzorictes
  - Paracrocidura
  - Parascalops
  - Podogymnura
  - Potamogale
  - Ruwenzorisorex
  - Scalopus
  - Scapanulus
  - Scapanus
  - Scaptochirus
  - Scaptonyx
  - Scutisorex
  - Setifer
  - Solenodon
  - Solisorex
  - Sorex
  - Soriculus
  - Suncus
  - Surdisorex 
  - Sylvisorex
  - Talpa
  - Tenrec
  - Uropsilus
  - Urotrichus